# Австрийска музика
Австрийска музика – Австрия е един от центровете на световната музикална култура. Виена е важен център на музикални иновациите. През 18 и 19 век под патронажа на Хабсбургите Виена се превръща в Европейска столица на класическата музика.
Във Виена са творили фламандецът Херник Исак (15-16 век), италианците Антонио Чести (17 век) и Антонио Салиери (18-19 век).
Връх в развитието на музиката бележи творчеството на композиторите от Виенската класическа школа – Йозеф Хайдн, Волфганг Амадеус Моцарт, Лудвиг ван Бетховен, предхождано от творчеството на Кристоф Глук.
С Виена е свързан целия живот и творческа дейност на Франц Шуберт.
През 19 век в Австрия процъфтява Виенската оперета. Нейни представители са Йохан Щраус (син), Франц фон Супе, Карл Целер, Франц Лехар, Оскар Щраус.
Значителен принос в симфоничната музика имат Йоханес Брамс, Антон Брукнер и Густав Малер, а във вокалната – Хуго Волф.
През 20 век Арнолд Шьонберг, Албан Берг, Антон Веберн и други австрийски композитори развиват експресионизма, атонализма и други авангардистични направления. Създадени са първовокални изпълнителски колективи – Виенската държавна опера, Виенската народна опера, оркестърът на Виенската филхармония, оркестърът на виенските симфоници, Виенската певческа академия, Хорът на виенските момчета. Известни музикални дейци са диригентите – Бернхард Паумгартнер, Густав Малер, Херберт фон Караян, Карл Бьом и др., инструменталистите – Емил Зауер, Фриц Крайслер и др., музиковедите – Йохан Йозеф Фукс (18 век), Едуард Ханслик (19 век), Гуидо Адлер (20 век) и др.